# Lista över Sveriges hertigar och hertiginnor

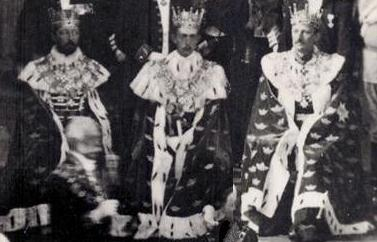
Hertigarna Eugen av Närke, Wilhelm av Södermanland och Carl av Västergötland i prinskronor och furstliga mantlar bevistar Riksdagens högtidliga öppnande I Rikssalen på Stockholms slott år 1905.

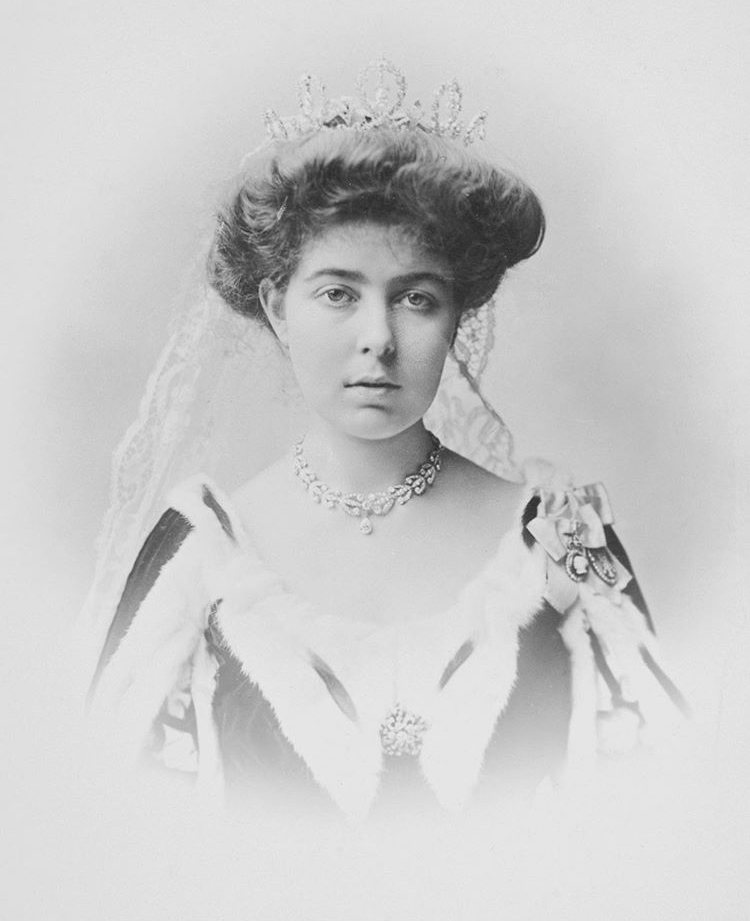
Prinsessan Margareta, hertiginna av Skåne.

Lista över Sveriges hertigar och hertiginnor redogör för svenskar som innehaft titeln hertig eller hertiginna inom Sveriges område, även om titeln sedan 1772 endast varit en hederstitel. Se även artiklarna hertig, hertiginna och Sveriges hertigdömen.

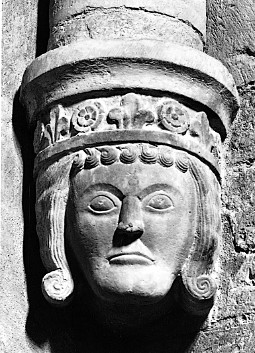
På Birger jarls samtida bildstod bär han en hertigkrona av europeisk typ.

## Tidigare svenska hertigdömen

### Sveriges hertig och hertiginna
Användningen av hertigtiteln i Sverige är inte känd förrän 1266. Enligt 1700-talsprästen Magnus Boræn var redan Sune Sik (Sverkersson) hertig av Östergötland vilket Adolf Schück vill tolka som att denne var en sådan territoriell jarl som då mer generellt jämställdes med den latinska titeln dux. Jarlen Birger Magnusson använde på latin titeln Dux Sweorum vilket enligt Jan Svanberg i utlandet uppfattades som att Birger och hans båda hustrur Ingeborg och Matilda var hertig och hertiginnor av Sverige. Birgers hertigkrona var utformad som de som bars av europeiska hertigar. Först med sonen Magnus blev hertig en svensk titel.
Sveriges hertig och hertiginna:
- Magnus 1266–1275 (sedan kung Magnus Ladulås)
- Erik Birgersson 1275 (död)
- Erik Magnusson 1284–1310 (avgick, se även under Dalsland, Halland, Södermanland, Värmland och Västergötland)
- Magnus Birgersson 1310?–1319 Birger Magnussons son, vald 1304 till tronarvinge, avrättad 1320.
- Ingeborg 1318–1321 (föregåendes Erik Magnussons änka, avgick, se även under Dalsland, Halland, Södermanland, Värmland och Västergötland)

### Hertig av Finland
På medeltiden avsågs med Hertigdömet Finland närmast det historiska landskepet Egentliga Finland. I nuvarande Finland är det ungefär landskapet Egentliga Finland.
- Bengt 1284–1291 (död)
- Valdemar 1302–1317 (avsatt) och Kristina 1302–1305 (frånskild) och Ingeborg 1312–1317 (avsatt – se även under Uppland och Öland)
- Bengt 1353–1356 (avsatt, se även under Halland)
- Johan 1556–1563 och Katarina 1562–1563 (båda avsatta, senare kung och drottning)
- Johan 1590–1604 (avgick, se nedan under Östergötland)

### Hertig av Stegeborg
- Johan Kasimir 1651–1652 (död)
- Karl Gustav 1652–1654 (se även under Öland, sedan kung Karl X Gustav)
- Adolf Johan 1654–1689 (död) och Elsa Elisabet 1661–1689 (död; hans första gemål avled innan han tillträdde)

## Hertigar och hertiginnor före 1772

### Dalsland
- Erik 1310–1318 (död) och Ingeborg 1312–1326 (se ovan under Sveriges hertig och hertiginna)
- Magnus 1560–1595 (se nedan under Östergötland)

### Halland
- Elisabet av Halland 1317 (SDHK 41071)
- Erik (Norra Halland) 1310–1318 (död) och Ingeborg 1312–1353 (avsatta, se båda ovan under Sveriges hertig och hertiginna)
- Knut (Södra Halland) 1327–1330 (död) och Ingeborg (i hennes andra äktenskap, se föregående)
- Knut och Håkan 1330–1350 (döda, söner till föregående Knut och Ingeborg)
- Bengt 1353–1356 (avsatt, se ovan under Finland)
- Ingeborg 1356–1361 (se ovan före Bengt, nu själv, död)

### Närke
- Karl 1550–1604 och Maria 1579–1589 och Kristina 1592–1604 (se nedan under Södermanland)
- Karl Filip 1607–1618 (se nedan under Södermanland)

### Småland
- Erik (Birgersson) c1252–1275 (död, se ovan under Sveriges hertig och hertiginna)
- Erik 1557–1560 (se även Öland, sedan kung Erik XIV)

### Södermanland
- Magnus 1266–1275 (se ovan under Sveriges hertig och hertiginna)
- Erik 1302–1318 (död) och Ingeborg 1312–1326 (avgick, se båda ovan under Sveriges hertig och hertiginna)
- Karl 1560–1604 och Maria 1579–1589 (död) och Kristina 1592–1604 (han och Kristina sedan kung och drottning; se även Närke och Värmland)
- Gustav Adolf 1604–1607 (avgick, se under Finland)
- Karl Filip 1607–1622

### Uppland
- Valdemar 1310–1318 (död) och Ingeborg 1312–1318 (avgick, se båda ovan under Finland)

### Värmland
- Erik 1310–1318 (död) och Ingeborg 1312–1326 (avgick, se båda ovan under Sveriges hertig och hertiginna)
- Karl IX, son till Gustav Vasa; också samtidigt hertig av Södermanland, Närke och Vadsbo härad i Västergötland och Maria 1579–1589 och Kristina 1592–1604 (se ovan under Södermanland)
- Karl Filip, 1601–1622, son till Karl IX (se ovan under Södermanland)

### Västergötland
- Erik 1310–1318 (död) och Ingeborg 1312–1326 (avgick, se båda ovan under Sveriges hertig och hertiginna)

### Västmanland
- Gustav Adolf 1609–1611 (sedan kung Gustav II Adolf, se ovan under Finland)

### Öland
- Valdemar 1310–1318 (död) och Ingeborg 1312–c1357 (död, se båda ovan under Finland)
- Erik 1318–c1328 (död, de föregåendes son)
- Erik (XIV) 1557–1560 (se ovan under Småland)
- Karl Gustav 1650–1654[2] (sedan kung Karl X Gustav, se även ovan under Stegeborg)

### Östergötland
- Magnus 1555–1574 (sjukdom)
- Johan 1604–1618 (död) och Maria Elisabet 1612–1618 (död)

## Hertigar och hertiginnor efter 1772
Vid sin kröning 1772 återinförde Gustav III hertigtiteln. Regeringsformens § 34, från samma år, löd:
| ”                              | Svea-Rikets Arf-Furste och Prinsarne af thet Svenska Blodet måge ej eller hafva något Lif-Geding eller General-Gouvernement; men åtnöja sig med thet underhåll i penningar, som them på Staten bestås, och böra ej understiga för Arf-Furstarne Ethundrade Tusende Daler Silfvermynt, ifrån then dag the myndige äro förklarade, som är vid 21 års ålder. Prinsarne af Svenska Blodet, som äro längre ifrån Kronan, skola åtniuta en Summa penningar årligen til theras underhåll, som är lämpelig och theras börd anständig. Dock kunna the med Hertigdömens och Furstendömens Titlar, som i urgammalt bruk varit, hedras, dock utan någon rättighet på the Provincier, hvilkas namn the bära, som altid under et Hufvud och Regent utan minskning och avsöndring sammanfogade böra blifva. | „ |
| – § 34. 1772 års regeringsform | |   |

Sedan dess har kungahusets arvsberättigade medlemmar tilldelats ett landskap som titulärt hertig- eller hertiginnedöme vid födseln. Landskapen Bohuslän, Dalsland, Härjedalen, Lappland, Medelpad och Norrbotten har aldrig haft någon hertig eller hertiginna. Två utomäktenskapliga söner till kung Oscar I kallades dock inofficiellt för prinsarna av Lappland.
| Landskap      | Hertig/Hertiginna       | Via                                   | Tillträdde |
| ------------- | ----------------------- | ------------------------------------- | ---------- |
| Blekinge      | Prinsessan Adrienne     | Modern prinsessan Madeleine           | 2018       |
| Dalarna       | Prins Gabriel           | Fadern prins Carl Philip              | 2017       |
| Gotland       | Prinsessan Leonore      | Modern prinsessan Madeleine           | 2014       |
| Gästrikland   | Prinsessan Madeleine    | Fadern kung Carl XVI Gustaf           | 1982       |
| Hälsingland   | Prinsessan Madeleine    | Fadern kung Carl XVI Gustaf           | 1982       |
| Halland       | Prins Julian            | Fadern prins Carl Philip              | 2021       |
| Skåne         | Prins Oscar             | Modern kronprinsessan Victoria        | 2016       |
| Södermanland  | Prins Alexander         | Fadern prins Carl Philip              | 2016       |
| Värmland      | Prins Carl Philip       | Fadern kung Carl XVI Gustaf           | 1979       |
| Värmland      | Prinsessan Sofia        | Giftermål med prins Carl Philip       | 2015       |
| Västerbotten  | Prinsessan Ines         | Fadern prins Carl Philip              | 2025       |
| Västergötland | Kronprinsessan Victoria | Fadern kung Carl XVI Gustaf           | 1980       |
| Västergötland | Prins Daniel            | Giftermål med kronprinsessan Victoria | 2010       |
| Ångermanland  | Prins Nicolas           | Modern prinsessan Madeleine           | 2015       |
| Östergötland  | Prinsessan Estelle      | Modern kronprinsessan Victoria        | 2012       |

### Blekinge
- Adrienne, 2018–

### Dalarna
- August, 1831–1873 (avliden), och Teresia, 1864–1914 (avliden)
- Carl Johan, 1916–1946 (avgick)
- Gabriel, 2017–

### Gotland
- Oscar 1859–1888 (avgick)
- Leonore, 2014–

### Halland
- Bertil, 1912–1997 (avliden), och Lilian, 1976–2013 (avliden)
- Julian, 2021–

### Hälsingland och Gästrikland
- Madeleine, 1982–

### Jämtland
- Carl (XVI) Gustaf, 1946–1973 (sedan kung)

### Närke
- Eugen, 1865–1947 (avliden)

### Skåne
- Karl (XV), 1826–1859, och Lovisa, 1850–1859 (sedan kung och drottning)
- Gustaf (VI) Adolf, 1882–1950, och Margareta, 1905–1920 (avliden), och Louise, 1923–1950, (Gustaf Adolf och Louise sedan kung och drottning)
- Oscar, 2016–

### Småland
- Karl Gustav, 1782–1783 (avliden)
- Lennart, 1909–1932 (avgick)

### Södermanland
- Karl (XIII), 1772–1809, och Charlotta, 1774–1809 (sedan kung och drottning)
- Oscar (I), 1810–1844, och Josefina, 1823–1844 (sedan kung och drottning)
- Carl Oscar, 1852–1854 (avliden)
- Wilhelm, 1884–1965 (avliden), och Maria, 1908–1914 (frånskild)
- Alexander, 2016–

### Uppland
- Gustaf, 1827–1852 (avliden)
- Sigvard, 1907–1934 (avgick)

### Värmland
- Karl Adolf, 3 juli 1798–10 juli 1798 (avliden), son till Karl XIII
- Gustaf (V), 1858–1907, och Victoria 1881–1907 (sedan kung och drottning)
- Carl Philip från 1979 och Sofia från 2015

### Västerbotten
- Gustav Adolf, 1906–1947 (avliden), och Sibylla 1932–1972 (avliden)
- Ines, 2025–

### Västergötland
- Carl, 1861–1951 (avliden), och Ingeborg, 1897–1958 (avliden)
- Victoria, 1980, och Daniel, 2010

### Västmanland
- Erik, 1889–1918 (avliden)

### Ångermanland
- Nicolas, 2015–

### Östergötland
- Fredrik Adolf, 1772–1803 (avliden)
- Oscar 1829–1872 och Sofia, 1857–1872 (sedan kung och drottning)
- Carl, 1911–1937 (avgick)
- Estelle, 2012–